# Hydrolycus armatus
Espèce
Synonymes
- Hydrocyon armatus Jardine & Schomburgk, 1841 - protonyme[2]

Hydrolycus armatus est une espèce de poissons d'eau douce de la famille des Cynodontidés originaire d'Amérique du Sud. On la rencontre dans le bassin de l'Orénoque et de l'Amazone, en Guyana, Colombie, Venezuela et Brésil.

## Description
La taille maximale connue pour Hydrolycus armatus est de 89 cm pour un poids de 8,5 kg.

## Étymologie
Son nom spécifique, du latin armatus, « armé », fait référence aux deux très longues dents de sa mâchoire inférieure.

## Publication originale
- Robert H. Schomburgk, The natural history of the fishes of Guiana (œuvre littéraire), Inconnu, Édimbourg, 1841, [lire en ligne].